# Saint-Étienne-en-Coglès
Saint-Étienne-en-Coglès (en bretó, Sant-Stefan-Gougleiz) és un municipi francès, situat a la regió de Bretanya, al departament d'Ille i Vilaine. L'any 2006 tenia 1.597 habitants.

## Demografia
| 1962                                       | 1968  | 1975  | 1982  | 1990  | 1999  |
| ------------------------------------------ | ----- | ----- | ----- | ----- | ----- |
| 1.448                                      | 1.430 | 1.339 | 1.422 | 1.461 | 1.430 |
| Des de 1962: població sense dobles comptes |       |       |       |       |       |

## Administració
| Període | Identitat      | Partit |
| ------- | -------------- | ------ |
| 2001-   | André Coquelin |        |